# Webberville
Webberville is een plaats (village) in de Amerikaanse staat Michigan, en valt bestuurlijk gezien onder Ingham County.

## Geschiedenis
In 1837 vestigde Ephraim Meech zich als eerste op de plek die tot Webberville zou uitgroeien.
De plaats heeft verschillende namen gehad. In 1840 kreeg de plaats een postkantoor dat de naam Phelpstown kreeg, genoemd naar David Phelps, een inwoner die onderdak bood aan de eerste bewonersvergadering van de nederzetting. In 1850 werd Phelpstown hernoemd tot LeRoy, naar de openbaar aanklager Daniel LeRoy. In 1862 werd het postkantoor gesloten en vijf jaar later werd besloten het dorp anderhalve kilometer in oostelijke richting te verplaatsen en de naam Webberville te gebruiken, om verwarring te voorkomen met een andere plaats in Michigan die eveneens LeRoy heette. De nieuwe naam was afkomstig van Hubert P. Webber, werkzaam bij de posterijen. Nog tot 1914 zouden LeRoy en Webberville door elkaar worden gebruikt.
De eerste school werd in 1856 geopend. In 1876 opende een school aan Main Street. Het huidige schoolgebouw werd in 1912 opgeleverd en staat geregistreerd als monument.
In de jaren 70 van de 19e eeuw kreeg Webberville een spoorlijn dankzij de aanleg van de Detroit, Lansing and Lake Michigan Railroad.
Van 1996 tot 2012 was de Michigan Brewing Company in Webberville gevestigd.

## Demografie
Bij de volkstelling in 2000 werd het aantal inwoners vastgesteld op 1503.
In 2006 is het aantal inwoners door het United States Census Bureau geschat op 1475, een daling van 28 (-1,9%).

## Geografie
Volgens het United States Census Bureau beslaat de plaats een oppervlakte van
3,2 km², geheel bestaande uit land. Webberville ligt op ongeveer 280 m boven zeeniveau.

## Plaatsen in de nabije omgeving
De onderstaande figuur toont nabijgelegen plaatsen in een straal van 20 km rond Webberville.